# Port lotniczy Capitán Nicolás Rojas
Port lotniczy Capitán Nicolás Rojas (IATA: POI, ICAO: SLPO) – port lotniczy położony w Potosí, w prowincji Tomás Frías, w Boliwii.